# Régis Arnoux
Régis Arnoux, né le 5 janvier 1938 à Marseille, est le Président et Fondateur du groupe Catering International Services (CIS), entreprise qu'il a fondée en 1992.

## Biographie
Né d'un père médecin, son grand-père maternel François Merklen a codifié la formule chimique du savon de Marseille. Après une scolarité auprès des pères jésuites et des études de droit, il travaille dans la logistique au sein des grands chantiers internationaux. 
En 1977, il s'associe avec un partenaire industriel pour lancer son projet de catering (service de restauration) axé sur les groupes de bâtiment et travaux publics.  
En 1992, il crée CIS (Catering International services). 
CIS est une société marseillaise de logistique et restauration  en milieu extrême, dont Régis Arnoux et sa famille possèdent 54 % (pour un chiffre d'affaires de 269 millions), ce qui les classe au 367e rang parmi les 500 plus grandes fortunes de France.

## Décorations
- Chevalier de la Légion d'honneur Il est fait chevalier le 17 avril 2003[6], puis est promu officier le 12 juillet 2013[7]..

### Autobiographie
- Perrine Delfortrie, Régis Arnoux, des pères jésuites à l'hôtellerie de l'extrême, Boulogne-Billancourt, Transversales, coll. « Portraits d'entrepreneurs », juin 2012, 157 p. (ISBN 978-2-915798-29-6, présentation en ligne)